# Lac Abashiri
Le lac Abashiri (網走湖, Abashiri-ko) est un lac situé à Abashiri et Ōzora, sur l'île de Hokkaidō au Japon. Il fait partie du parc quasi national d'Abashiri. Les rivières Abashiri et Memanbetsu alimentent le lac que l'eau quitte par la rivière Abashiri et coule sur une distance de 7 km jusqu'à la mer d'Okhotsk.

## Histoire et formation
Des carottes prélevées dans le lit du lac indiquent que celui-ci s'est formé il y a quelque 20 000 ans pendant la dernière période de glaciation. Durant les 6 000 dernières années, la rivière Abashiri a creusé le lit du lac. Des artefacts de la période Jomon ont été trouvés dans la zone autour de la rivière Memanbetsu. À l'époque moderne, le cours de la rivière Abashiri a été aligné pour les besoins de l'irrigation causant un grave problème de siltation (colmatage) au lac Abashiri.

## Gel et salinité

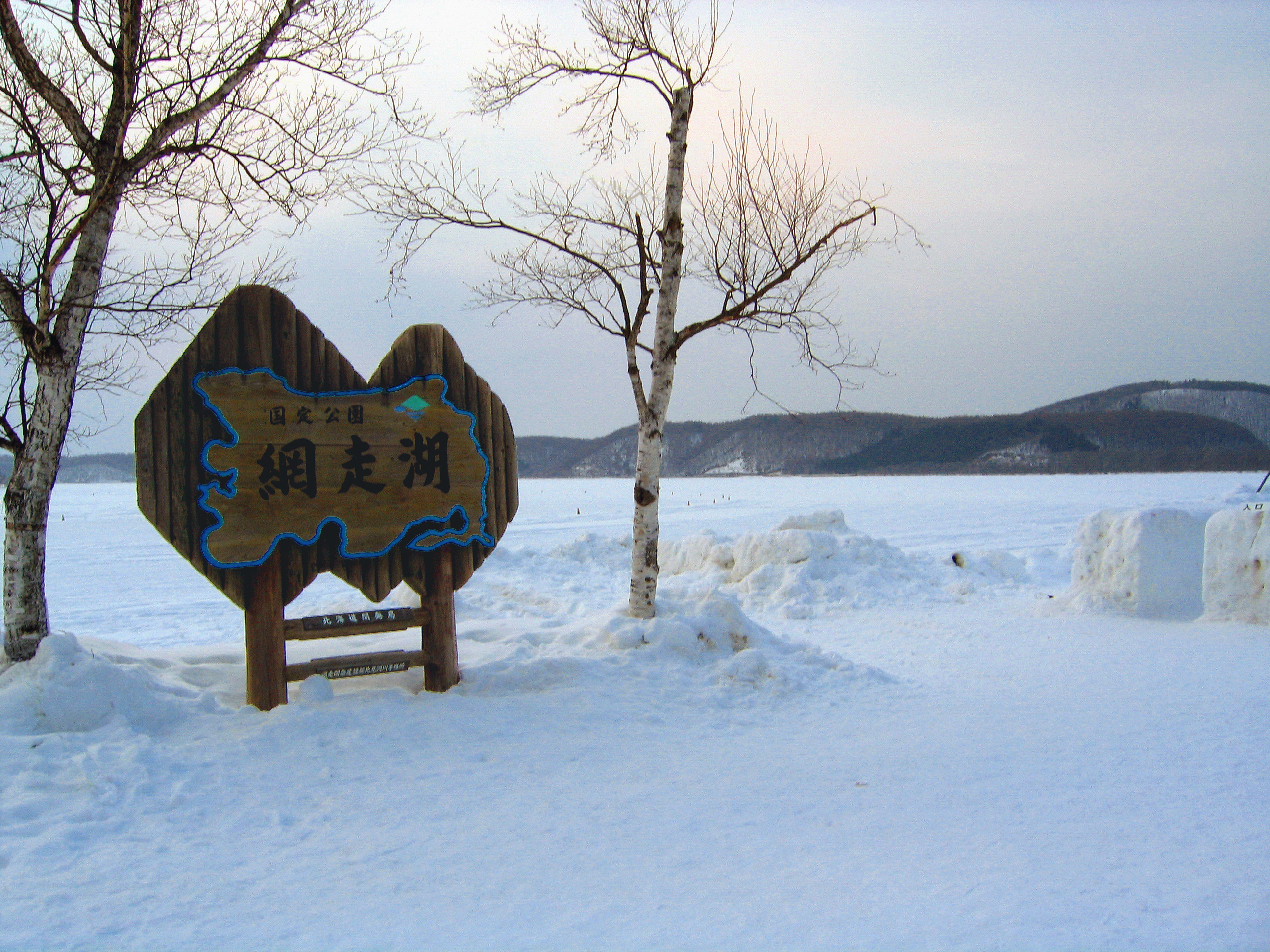
Le lac gelé (févriver 2004).

Le lac gèle du mois de décembre au mois d'avril avec une épaisseur de glace pouvant atteindre 1 mètre. L'apport réduit d'eau durant la période hivernale amène l'eau salée à remonter le courant depuis la mer d'Okhotsk jusque dans le lac. Cet apport d'eau salée a créé une couche d'eau contenant 10 000 ppm de chlore à 10 m sous la surface du lac.

## Faune
Hypomesus transpacificus, Oncorhynchus keta (espèce de saumon) et Oncorhynchus masou sont les plus importants poissons de pêche sportive. En 1980, approximativement 650 tonnes de poissons ont été pêchées. Le Leucopsarion petersi (en) peut également se trouver dans le eaux du lac.